# ويليام آدامز (سياسي أمريكي)
ويليام آدامز (بالإنجليزية: William Addams)‏ هو محامي وقاضي وسياسي أمريكي، ولد في 11 أبريل 1777 في مقاطعة لانكستر في الولايات المتحدة، وتوفي في 30 مايو 1858. حزبياً، نشط في الحزب الديمقراطي. وقد انتخب عضو مجلس نواب بنسيلفانيا وانتخب عضو مجلس النواب الأمريكي.